# 88.ª Divisão de Infantaria (Alemanha)
A 88ª Divisão de Infantaria (em alemão:88. Infanterie-Division) foi uma unidade militar que serviu no Exército alemão durante a Segunda Guerra Mundial.

## Comandantes
| Comandante                                  | Data                                           |
| ------------------------------------------- | ---------------------------------------------- |
| Generalmajor Georg Lang                     | 1 de dezembro de 1939 - 2 de fevereiro de 1940 |
| General der Infanterie Friedrich Gollwitzer | 2 de fevereiro de 1940 - 10 de março de 1943   |
| Generalleutnant Heinrich Roth               | 10 de março de 1943 - 5 de novembro de 1943    |
| Generalleutnant Georg von Rittberg          | 5 de novembro de 1943 - 8 de janeiro de 1945   |
| Generalmajor Carl Anders                    | 8 de janeiro de 1945 - 27 de janeiro de 1945   |

## Área de operações
| Alemanha                   | dezembro de 1939 - maio de 1940   |
| França                     | maio de 1940 - abril de 1942      |
| Frente Oriental, setor sul | abril de 1942 - fevereiro de 1944 |
| Reestruturando             | fevereiro de 1944 - junho de 1944 |
| Polônia                    | junho de 1944 - janeiro de 1945   |